# Biografielijst Nr

## Nri
- Cyril Nri (1961), Brits acteur, auteur en filmregisseurregisseur